# Saint-Révérend
Saint-Révérend è un comune francese di 1 343 abitanti situato nel dipartimento della Vandea nella regione dei Paesi della Loira.

## Società

### Evoluzione demografica
Abitanti censiti